# Palazzo di Gino Capponi

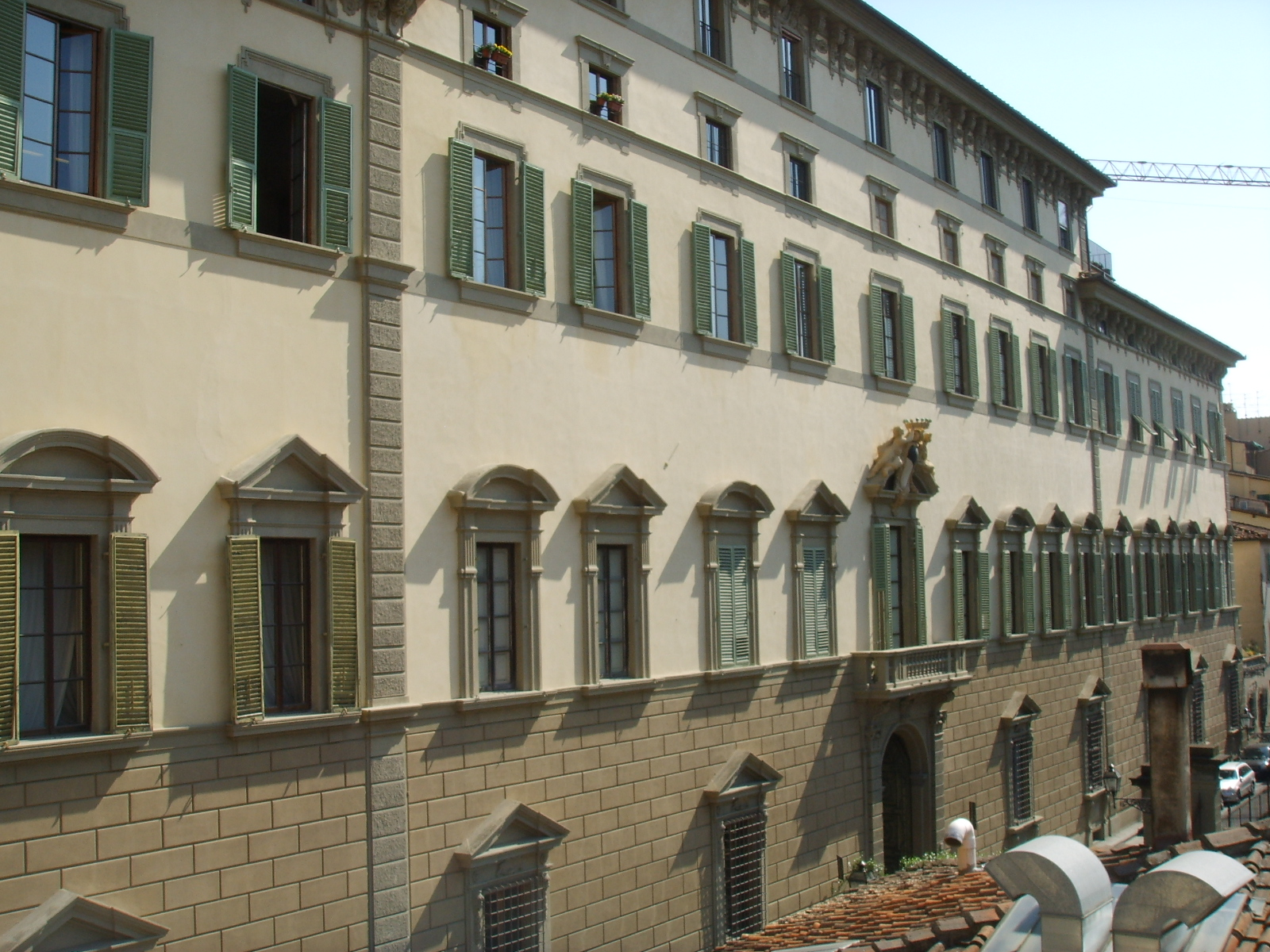
Fachada do Palazzo di Gino Capponi.

O Palazzo di Gino Capponi, também conhecido como Palazzo Capponi-Farinola ou Palazzo Capponi all'Annunziata, é um palácio de Florença que se encontra na rua com o mesmo nome, a Via Gino Capponi, dedicada ao político e escritor que faleceu neste mesmo palácio em 1876.

## História

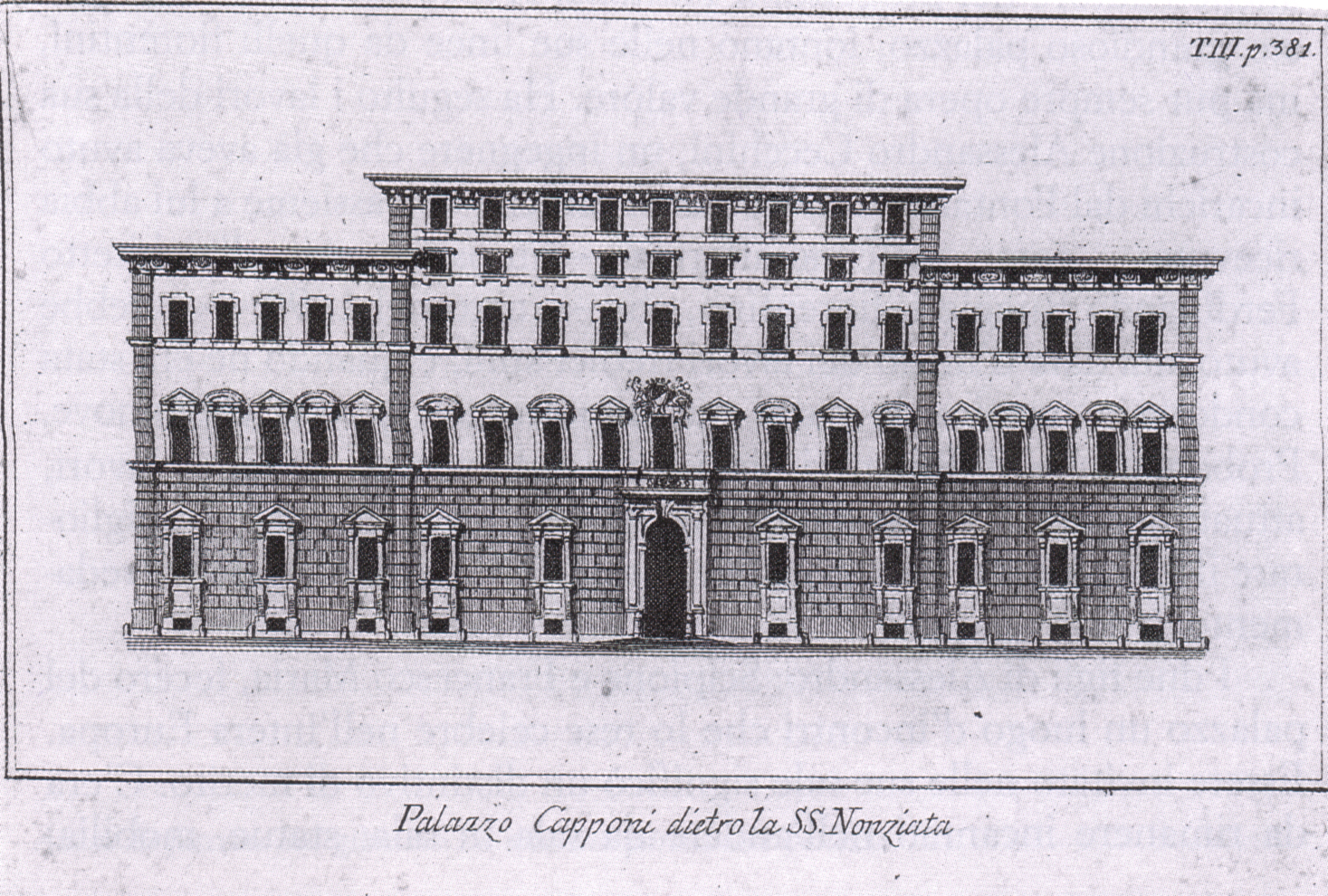
Gravura oitocentista da fachada do palácio.

Este palácio foi mandado construir, a partir de 1702, pelo Marquês Alessandro Capponi. Foi erguido na rua que, à época, se chamava Via San Sebastiano, em terrenos adquiridos aos Salviati e aos Rimbotti. O desenho ficou a dever-se ao arquitecto romano Carlo Fontana, um dos mais conhecidos na época, e a sua execução foi completada pelo arquitecto Alessandro Cecchini cerca de quinze anos depois, quando tanto Fontana como o marquês tinham falecido. Numerosas fontes citam, também, como presente na conclusão da obra o arquitecto florentino Ferdinando Ruggieri, o qual, porém, à época dos trabalhos seria apenas um adolescente, uma vez que nasceu em 1690: mais provavelmente, Ruggieri tomou parte nos posteriores trabalhos de decoração e organização dos interiores, além do arranjo do jardim desejado pelos filhos de Alessandro Capponi (Scipione e Francesco Maria) por volta de 1740.
Em 1788, o ramo de Alessandro Capponi extinguiu-se e o palácio passou para Pier Roberto Capponi casado com [[Maria Maddalena Frescobaldi Capponi ]], um outro parente, e dele ao seu filho, o famoso Gino Capponi.
Aquando da morte deste último, o palácio passou para a sua filha Marianna, casada com um Farinola de Génova, sendo adquirido posteriormente, em 1920, por Egisto Paolo Fabbri, um coleccionador de arte, em particular de Cézanne, que instalou aqui a sua colecção enquanto permaneceu em Florença. Ele havia adquirido as primeiras pinturas do mestre impressionista a Vollard e, em 1889, escreveu uma carta ao artista dizendo que queria deslocar-se a Aix-en-Provence para conhecê-lo, mas o pintor recusou com a sua habitual descrição, embora tenha ficado espantado com o facto de um coleccionador já possuir 16 dos seus quadros, número que subiria mais tarde para 32, muitos deles de altíssima qualidade. A colecção que, à época, não tinha par na Europa e nos Estados Unidos da América, foi em seguida dispersa entre numerosos museus e colecções privadas. Em 2007, foi objecto duma retrospectiva do pintor, organizada no Palazzo Strozzi, juntamente com a colecção, igualmente florentina, de Charles Loeser incentivada por Bernard Berenson (quinze pinturas) e obras de artistas franceses e italianos contemporâneos.
A quadraria do Palazzo di Gino Capponi juntou, naquele momento, mestres antigos de vanguarda e foi um importante modelo para a geração seguinte de pintores toscanos, como Ottone Rosai, Ardengo Soffici e outros. O palácio foi, depois, adquirido pelos Contini Bonacossi e, em seguida, revendido, antes de se tornar numa propriedade condominial.
No palácio também habitou e morreu, em 1850, o poeta Giuseppe Giusti.

## Arquitectura

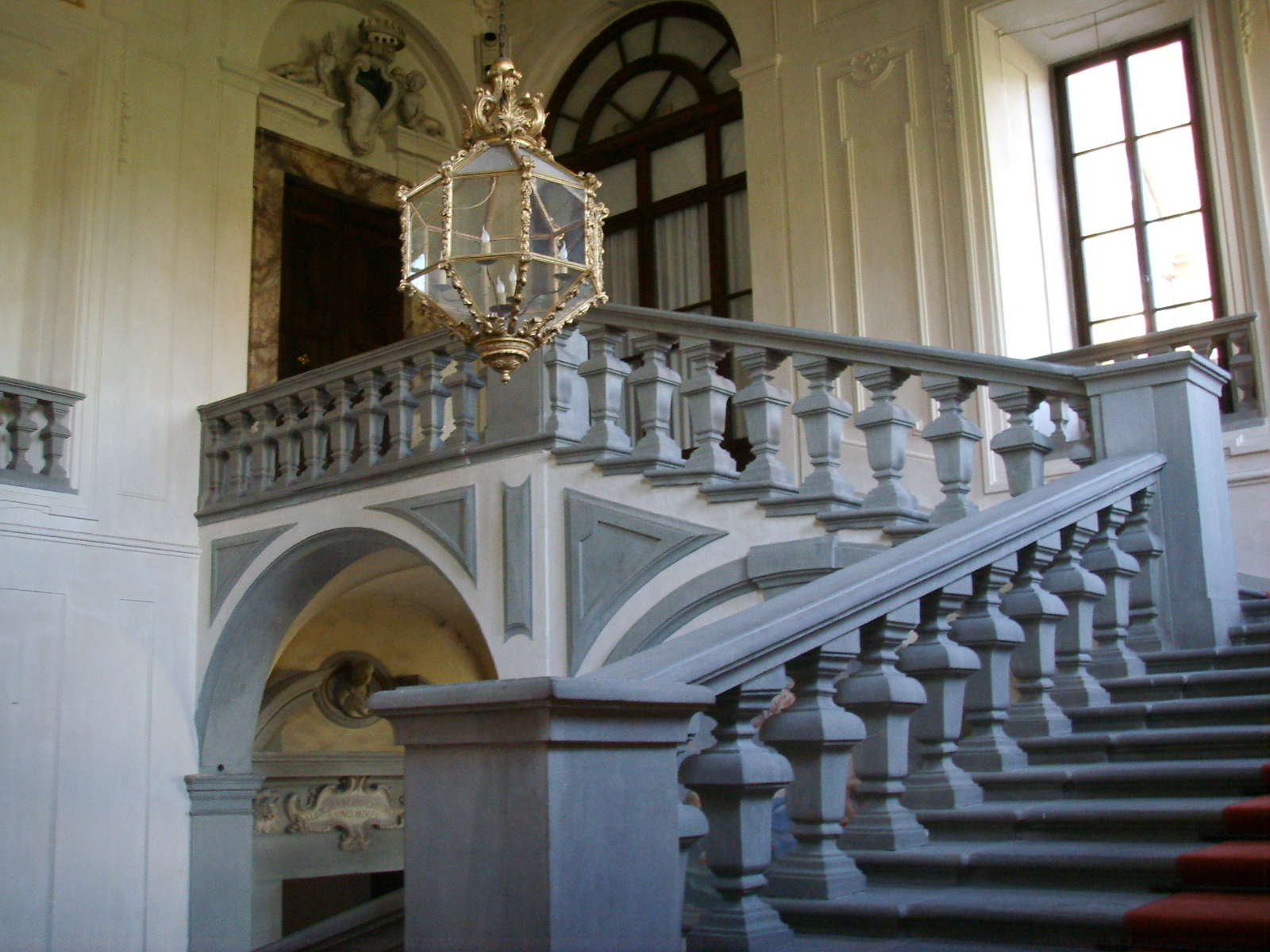
Escadaria monumental na ala sul.

O exterior do palácio é majestoso mas não particularmente ostensivo, um grande corpo central flanqueado no mesmo plano por duas alas laterais um piso mais baixas. O interior é, pelo contrário, decorado segundo o estilo do mais puro fausto, com salões afrescados, estátuas e grandiosas escadarias. Por exemplo, no braço sul, a grandiosa escadaria em pietra serena é coroada no tectopor um afresco alegórico de Triunfos, enquanto o vão da escada é ocupado por um verdadeiro ninfeu, com estátuas classicistas e uma fonte de concreções esponjosas e incustrações de conchas. Entre os pintores que tomaram parte na decoração encontram-se Matteo Bonechi, Atanasio Bimbacci, Giovanni Cinqui e Giovanni Camillo Sagrestani, entre outros.
O palácio possui um jardim privado que se estende, nas traseiras, ao longo da Via Giusti, chegando a confinar, embora separado por um muro divisório, com o Giardino della Gherardesca. Frente à entrada principal do palácio abre-se a entrada posterior do Giardino dei Semplici, enquanto a pouquíssima distância se encontra o Palazzo di San Clemente com os restos do seu jardim, a testemunhar como, no passado, esta zona era caracterizada pelas numerosas áreas verdes privadas.

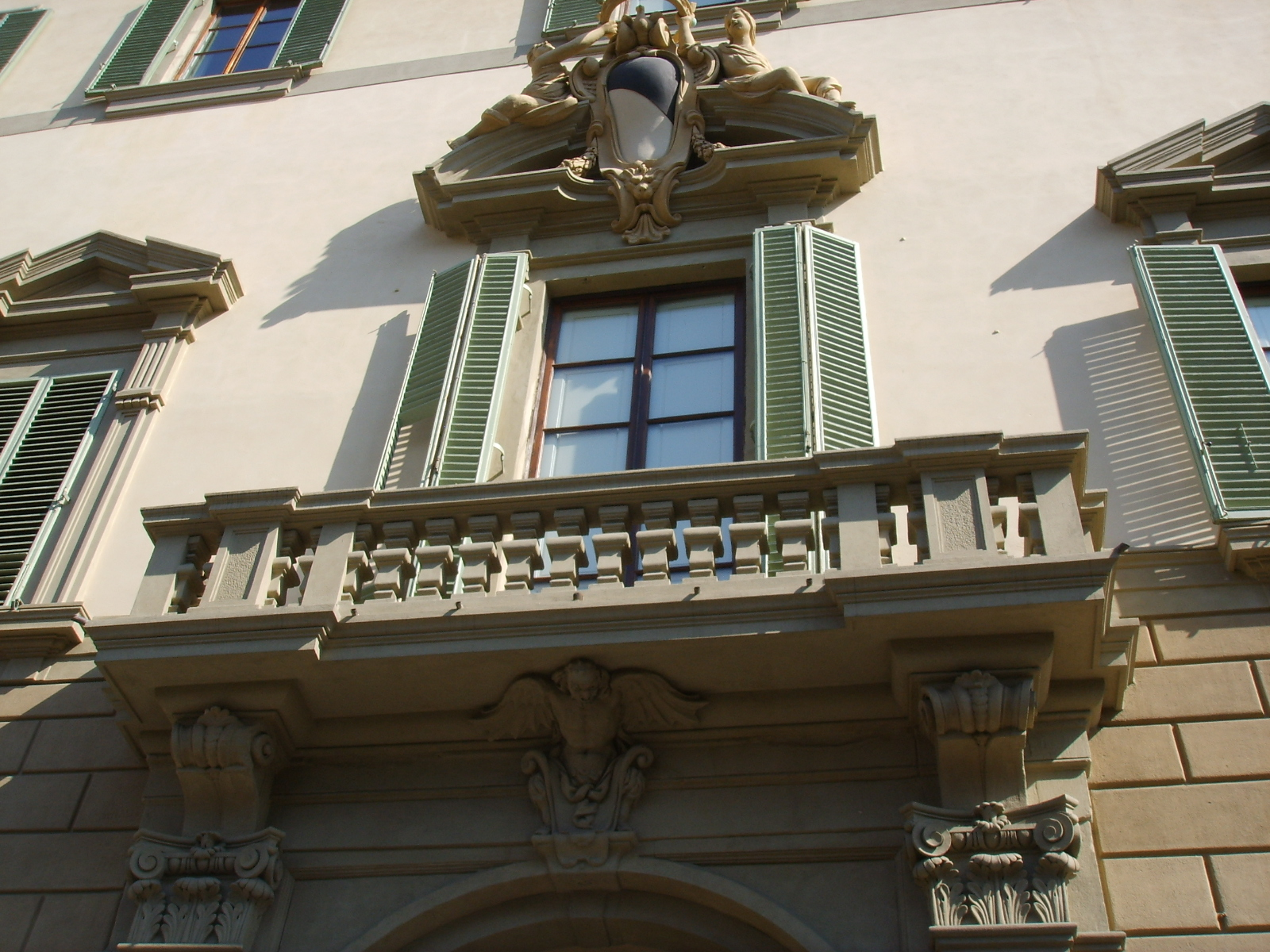
O brasão dos Capponi sobre a entrada principal
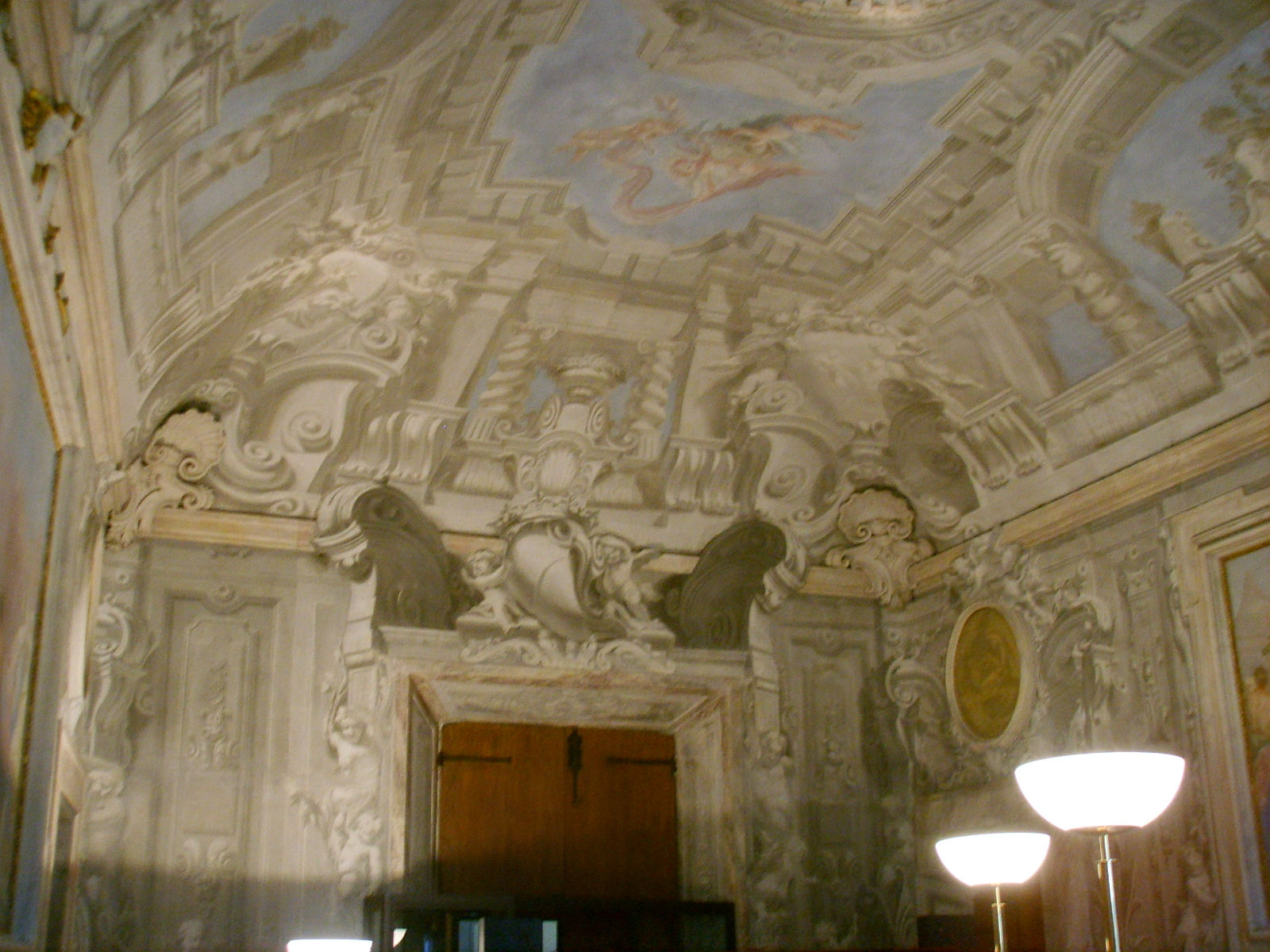
Uma sala afrescada no piso térreo
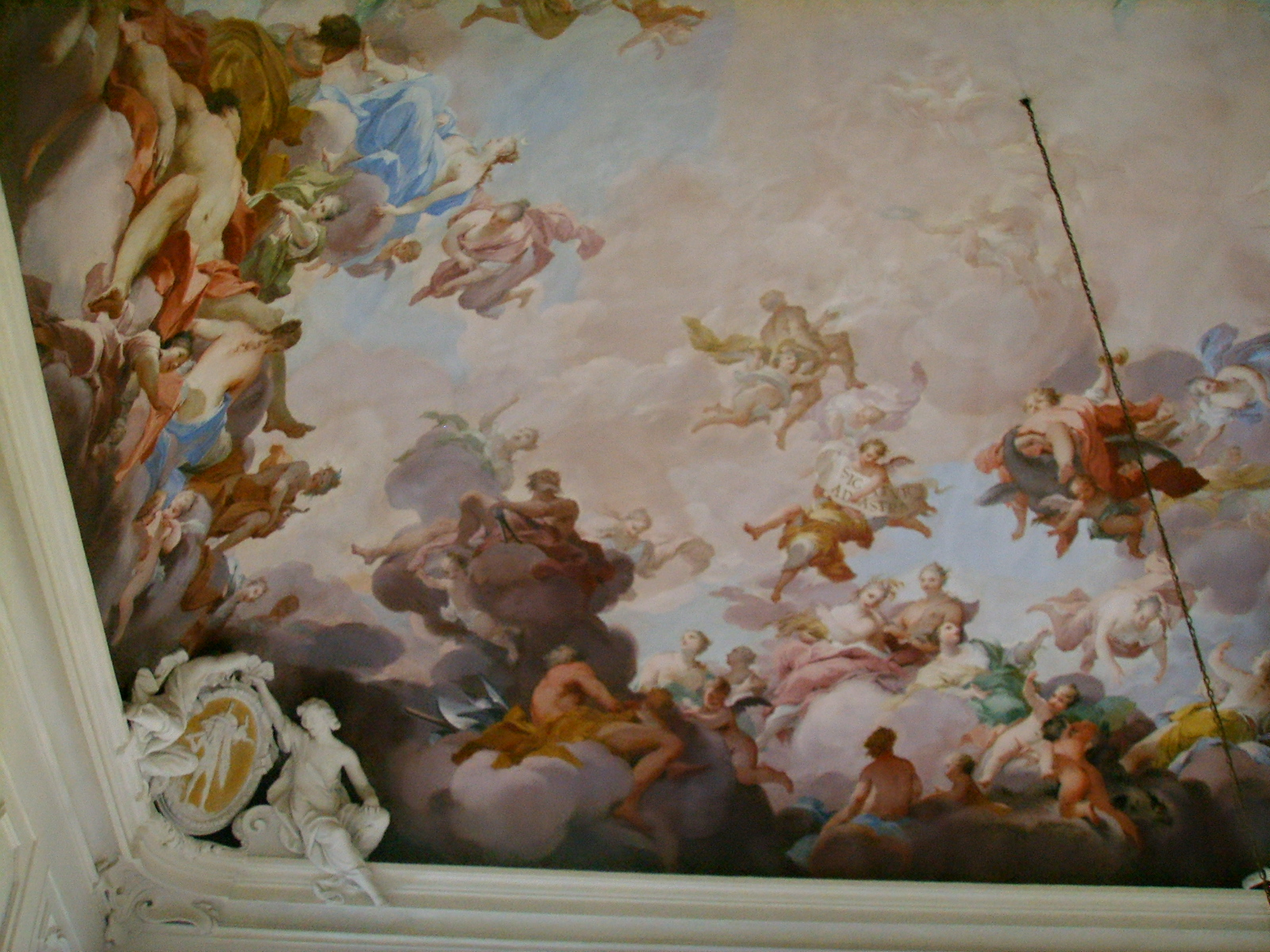
Afrescos no tecto do vão da escadaria
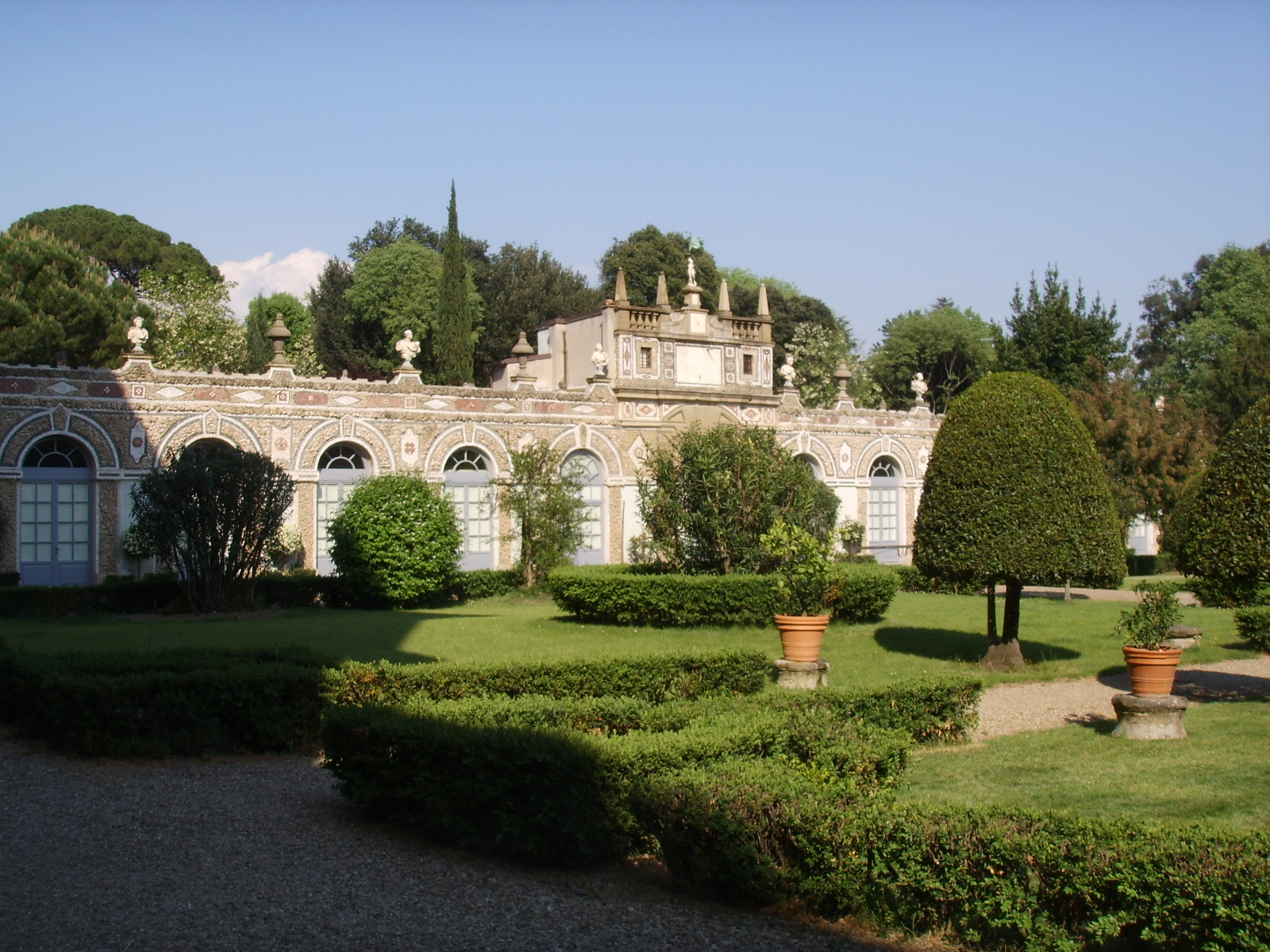
O jardim